# Кругові фортеці вікінгів

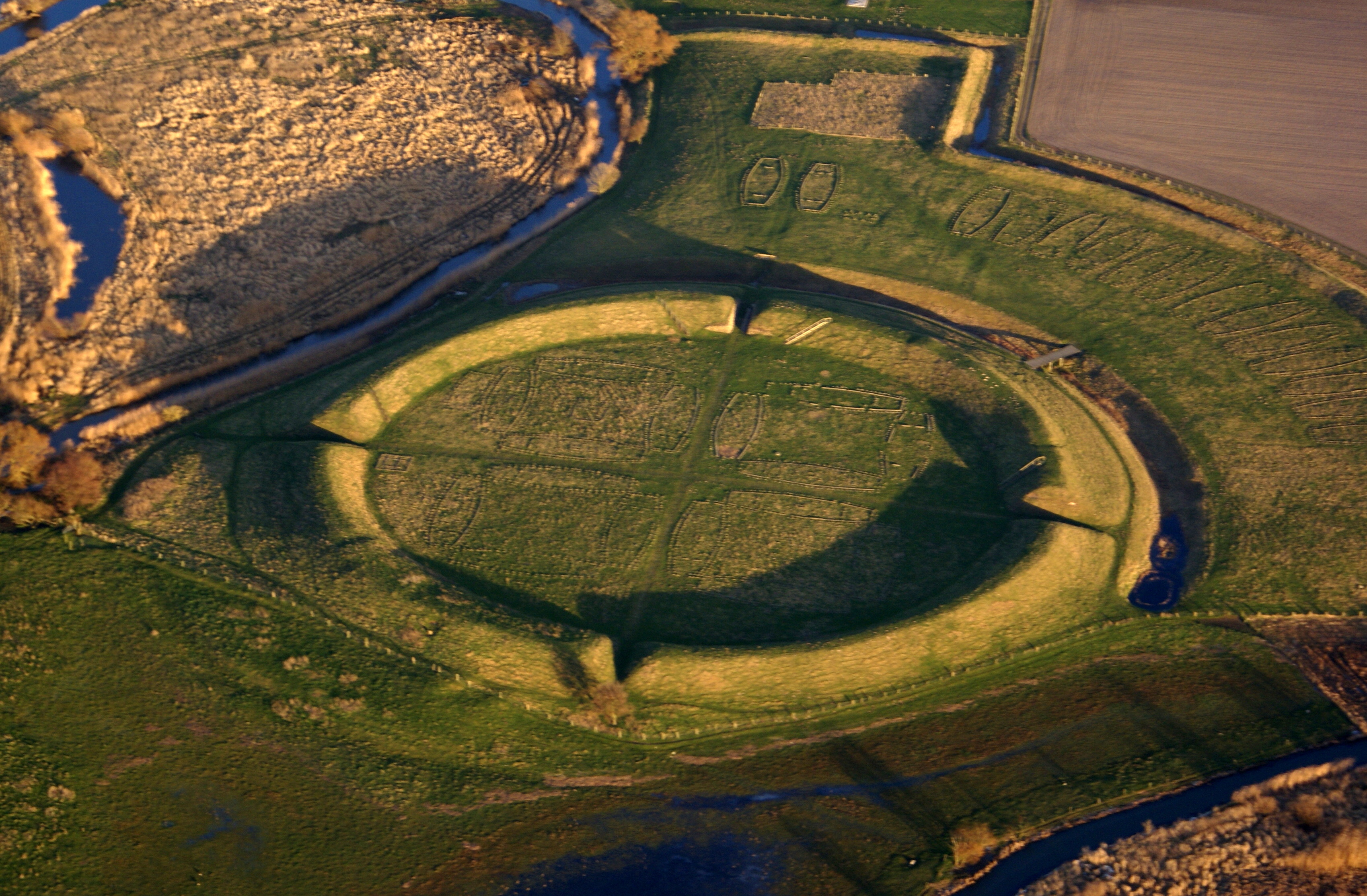
Фортеця Треллеборг, неподалік від Слагельсе.

Кругові фортеці вікінгів — фортифікаційні споруди круглої форми, що будувались вікінгами в епоху вікінгів. Відомі також як Треллеборги, за назвою першої знайденої фортеці подібного типу. Залишки фортець збереглися в Данії (чотири об'єкти) та Швеції (два об'єкти).
Конструкцією кругові замки являли собою коло, обнесене валом. Внутрішній простір поділявся на чотири рівні частини двома перпендикулярними вулицями. Ліворуч і праворуч вулиць стояли так звані довгі будинки. Більшість дослідників датує будівництво фортець другою половиною X століття (правління Гаральда Синьозубого), що підтверджується даними дендрохронології.

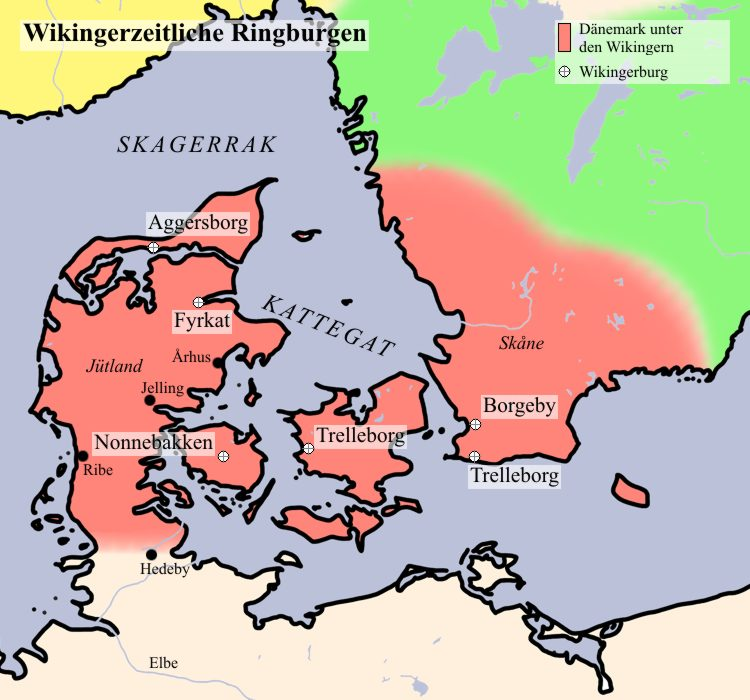
Розташування фортець

| Назва                   | Внутрішній діаметр | Ширина вала | Кількість будинків | Довжина будинків | Координати                                                                      |
| ----------------------- | ------------------ | ----------- | ------------------ | ---------------- | ------------------------------------------------------------------------------- |
| Аггерсборг              | 240 м              | 11 м        | 48                 | 32.0 м           | 56°59′43.6″ пн. ш. 9°15′17.8″ сх. д. / 56.995444° пн. ш. 9.254944° сх. д.       |
| Боргебю                 | 150 м              | 15 м        |                    |                  | 55°45′05″ пн. ш. 13°02′12″ сх. д. / 55.75139° пн. ш. 13.03667° сх. д.           |
| Фюркат                  | 120 м              | 13 м        | 16                 | 28.5 м           | 56°37′24″ пн. ш. 9°46′14″ сх. д. / 56.62333° пн. ш. 9.77056° сх. д.             |
| Ноннебаккен             | 120 м              |             |                    |                  | 55°23′32.10″ пн. ш. 10°23′17.35″ сх. д. / 55.3922500° пн. ш. 10.3881528° сх. д. |
| Треллеборг (Слагельсе)  | 136 м              | 19 м        | 16                 | 29.4 м           | 55°23′39″ пн. ш. 11°15′55″ сх. д. / 55.39417° пн. ш. 11.26528° сх. д.           |
| Треллеборг (Треллеборг) | 125 м              |             |                    |                  | 55°22′34″ пн. ш. 13°08′51″ сх. д. / 55.37624° пн. ш. 13.14756° сх. д.           |